# Lista de prefeitos de Tianguá
Esta é a lista de prefeitos do município de Tianguá, estado brasileiro do Ceará.
| Nº                                                    | Nome                                                                        | Imagem                | Partido                                          | Início do mandato       | Fim do mandato                          | Observações |
| Primeira República (1889–1930)                        |                                                                             |                       |                                                  |                         |                                         | |
| —                                                     | Antônio de Queiroz                                                          |                       | PR                                               | 4 de agosto de 1890     | 5 de agosto de 1890                     | Intendente nomeado pelo Governador Luís Antônio Ferraz, não conseguiu tomar posse                              |
| —                                                     | Ananias Fernandes do Rego                                                   |                       | PR                                               | 6 de agosto de 1890     | 12 de agosto de 1890                    | Intendente nomeado pelo Governador Luís Antônio Ferraz, não conseguiu tomar posse                              |
| 1                                                     | Trajano Altino Aguiar                                                       |                       | PR                                               | 12 de agosto de 1890    | 24 de novembro de 1891                  | Primeiro Intendente do recém-criado Município de Tianguá                                                       |
| 2                                                     | Luiz Fernandes Batista                                                      |                       | PTN                                              | 25 de novembro de 1891  | 25 de dezembro de 1891                  | Intendente nomeado pelo Governador José Clarindo de Queiroz                                                    |
| 3                                                     | Francisco Alves Linhares                                                    |                       | PTN                                              | 26 de dezembro de 1891  | 16 de março de 1892                     | Intendente nomeado pelo Governador José Clarindo de Queiroz                                                    |
| 4                                                     | José Tomaz de Albuquerque                                                   |                       | PRC                                              | 17 de março de 1892     | 11 de abril de 1892                     | Intendente nomeado pelo Governador Benjamim Liberato Barroso                                                   |
| 5                                                     | Luiz Antônio Aguiar                                                         |                       | PRC                                              | 12 de abril de 1892     | 4 de maio de 1892                       | Intendente nomeado pelo Governador Benjamim Liberato Barroso                                                   |
| 6                                                     | Manoel Fernandes Roques                                                     |                       | PRC                                              | 5 de maio de 1892       | 1° de julho de 1892                     | Intendente nomeado pelo Governador Benjamim Liberato Barroso                                                   |
| 7                                                     | José Francisco Regil Cardoso                                                |                       | PRC                                              | 2 de julho de 1892      | 12 de julho de 1892                     | Intendente nomeado pelo Governador Benjamim Liberato Barroso                                                   |
| 8                                                     | Alexandre Pinto Cardoso                                                     |                       | PRF                                              | 13 de julho de 1892     | 27 de agosto de 1892                    | Intendente nomeado pelo Governador Antônio Nogueira Accioli                                                    |
| 9                                                     | João Lourenço de Vasconcelos                                                |                       | PPS                                              | 28 de agosto de 1892    | 12 de julho de 1896                     | Intendente nomeado pelo Governador José Bezerril Fontenelle                                                    |
| 10                                                    | Manoel Francisco Aguiar                                                     |                       | PTR                                              | 13 de julho de 1896     | 12 de julho de 1900                     | Intendente nomeado pelo Governador Antônio Nogueira Accioli                                                    |
| 11                                                    | Cesário de Souza                                                            |                       | PRF                                              | 13 de julho de 1900     | 16 de setembro de 1904                  | Intendente nomeado pelo Governador Pedro Augusto Borges                                                        |
| 12                                                    | João Vasconcelos                                                            |                       | PPS                                              | 17 de setembro de 1904  | 20 de março de 1910                     | Intendente nomeado pelo Governador Antônio Nogueira Accioli                                                    |
| 13                                                    | Manoel Francisco Aguiar                                                     |                       | PTR                                              | 21 de março de 1910     | 16 de novembro de 1912                  | Intendente nomeado pelo Governador Antônio Nogueira Accioli                                                    |
| 14                                                    | Luís Rodrigues de Souza                                                     |                       | PLP                                              | 17 de novembro de 1912  | 21 de março de 1914                     | Intendente nomeado pelo Governador Marcos Franco Rabelo                                                        |
| 15                                                    | Miguel Beviláqua                                                            |                       | PTR                                              | 22 de março de 1914     | 23 de junho de 1914                     | Intendente nomeado pelo Governador Setembrino de Carvalho                                                      |
| 16                                                    | Manoel Francisco Aguiar                                                     |                       | PTR                                              | 24 de junho de 1914     | 6 de fevereiro de 1915                  | Intendente nomeado pelo Governador Setembrino de Carvalho                                                      |
| 17                                                    | João Vasconcelos                                                            |                       | PPS                                              | 7 de fevereiro de 1915  | 8 de agosto de 1915                     | Intendente nomeado pelo Governador Benjamin Liberato Barroso                                                   |
| 18                                                    | Odilon Aguiar                                                               |                       | UCR                                              | 9 de agosto de 1915     | 26 de outubro de 1919                   | Intendente nomeado pelo Governador Benjamin Liberato Barroso                                                   |
| 19                                                    | Luís Rodrigues de Souza                                                     |                       | PLP                                              | 27 de outubro de 1919   | 29 de junho de 1920                     | Intendente nomeado pelo Governador João Tomé de Sabóia                                                         |
| 20                                                    | José Richelieu de Andrade                                                   |                       | PTR                                              | 30 de junho de 1920     | 1° de outubro de 1926                   | Intendente nomeado pelo Governador Justiniano de Serpa                                                         |
| 21                                                    | João Vasconcelos                                                            |                       | PPS                                              | 2 de outubro de 1926    | 31 de dezembro de 1927                  | Intendente eleito em sufrágio universal                                                                        |
| 22                                                    | Antônio Humberto de Vasconcelos                                             |                       | PTC                                              | 1° de janeiro de 1928   | 24 de março de 1930                     | Intendente eleito em sufrágio universal                                                                        |
| 23                                                    | Cirilo Coelho Moita                                                         |                       | PLP                                              | 25 de março de 1930     | 30 de outubro de 1930                   | Intendente nomeado pelo Governador José Carlos de Matos Peixoto                                                |
| Segunda e Terceira República — Era Vargas (1930–1945) |                                                                             |                       |                                                  |                         |                                         | |
| 24                                                    | Vicente Vasconcelos                                                         |                       | PPS                                              | 31 de outubro de 1930   | 4 de novembro de 1930                   | Intendente eleito, ficou apenas cinco dias no cargo em virtude da Revolução de 1930                            |
| 25                                                    | Odilon Aguiar                                                               |                       | UCR                                              | 5 de novembro de 1930   | 25 de julho de 1931                     | Prefeito nomeado pelo Governador Manoel Fernandes Távora                                                       |
| 26                                                    | José Luiz Pereira                                                           |                       | AL                                               | 26 de julho de 1931     | 9 de novembro de 1932                   | Intendente de Ubajara, município ao qual Tianguá fora anexado, nomeado pelo Governador Manoel Fernandes Távora |
| 27                                                    | Ramiro Antonio de Sousa                                                     |                       | AL                                               | 10 de novembro de 1932  | 25 de setembro de 1933                  | Prefeito nomeado pelo Governador Roberto Carneiro                                                              |
| 28                                                    | Francisco das Chagas Falles                                                 |                       | PTC                                              | 26 de setembro de 1933  | 31 de dezembro de 1933                  | Prefeito nomeado pelo Governador Roberto Carneiro                                                              |
| 29                                                    | Plínio Ramos Pinto                                                          |                       | PPB                                              | 1° de janeiro de 1934   | 5 de setembro de 1934                   | Prefeito nomeado pelo Governador Roberto Carneiro                                                              |
| 30                                                    | Raimundo Rodrigues Lima                                                     |                       | PSB                                              | 6 de setembro de 1934   | 9 de junho de 1935                      | Prefeito nomeado pelo Governador Felipe Moreira Lima                                                           |
| 31                                                    | Manoel Alcântara Portela                                                    |                       | PSB                                              | 10 de junho de 1935     | 17 de maio de 1936                      | Prefeito eleito em sufrágio universal                                                                          |
| 32                                                    | José Evangelista de Vasconcelos                                             |                       | PSD                                              | 18 de maio de 1936      | 12 de dezembro de 1936                  | Prefeito nomeado pelo Governador Menezes Pimentel                                                              |
| 33                                                    | Manoel Alcântara Portela                                                    |                       | PRP                                              | 13 de dezembro de 1936  | 2 de setembro de 1939                   | Prefeito eleito em sufrágio universal                                                                          |
| 34                                                    | Cândido Couto                                                               |                       | PSD                                              | 3 de setembro de 1939   | 31 de dezembro de 1939                  | Prefeito nomeado pelo Governador Menezes Pimentel                                                              |
| 35                                                    | José Caramuru Filho                                                         |                       | PR                                               | 1° de janeiro de 1940   | 5 de abril de 1940                      | Prefeito eleito em sufrágio universal, não terminou o mandato                                                  |
| 36                                                    | Joaquim Florêncio de Sousa                                                  |                       | PSD                                              | 6 de abril de 1940      | 28 de outubro de 1945                   | Prefeito nomeado pelo Governador Menezes Pimentel                                                              |
| Quarta República (1945–1964)                          |                                                                             |                       |                                                  |                         |                                         | |
| 37                                                    | Odilon Aguiar                                                               |                       | UDN                                              | 29 de outubro de 1945   | 28 de outubro de 1946                   | Prefeito nomeado pelo Governador Beni Carvalho                                                                 |
| 38                                                    | Joaquim Florêncio de Sousa                                                  |                       | PSD                                              | 29 de outubro de 1946   | 3 de fevereiro de 1947                  | Prefeito nomeado pelo Governador José Machado Lopes                                                            |
| 39                                                    | Odilon Aguiar                                                               |                       | UDN                                              | 4 de fevereiro de 1947  | 1° de junho de 1947                     | Prefeito nomeado pelo Governador José Feliciano de Ataíde                                                      |
| 40                                                    | Gerardo de Vasconcelos                                                      |                       | PSD                                              | 2 de junho de 1947      | 17 de junho de 1947                     | Prefeito nomeado pelo Governador Faustino de Albuquerque                                                       |
| 41                                                    | Tomaz Ferreira Aguiar                                                       |                       | PSD                                              | 18 de junho de 1947     | 30 de janeiro de 1948                   | Prefeito nomeado pelo Governador Faustino de Albuquerque                                                       |
| 42                                                    | Odilon Aguiar                                                               |                       | UDN                                              | 31 de janeiro de 1948   | 30 de janeiro de 1951                   | Prefeito eleito em sufrágio universal                                                                          |
| 43                                                    | Joaquim Florêncio de Sousa                                                  |                       | PSD                                              | 31 de janeiro de 1951   | 10 de fevereiro de 1954                 | Prefeito eleito em sufrágio universal                                                                          |
| 44                                                    | Aliatar Aguiar Portela                                                      |                       | PSP                                              | 11 de fevereiro de 1954 | 30 de janeiro de 1955                   | Vice-prefeito eleito no cargo de titular                                                                       |
| 45                                                    | José de Aguiar                                                              |                       | UDN                                              | 31 de janeiro de 1955   | 30 de janeiro de 1959                   | Prefeito eleito em sufrágio universal                                                                          |
| 46                                                    | Erasmo Coelho Moita                                                         |                       | PTB                                              | 31 de janeiro de 1959   | 30 de janeiro de 1963                   | Prefeito eleito em sufrágio universal                                                                          |
| 47                                                    | Francisco Virgilio Filho                                                    |                       | PTN                                              | 31 de janeiro de 1963   | 30 de janeiro de 1967                   | Prefeito eleito em sufrágio universal                                                                          |
| Quinta República (1964–1985)                          |                                                                             |                       |                                                  |                         |                                         | |
| 48                                                    | João Nunes de Menezes                                                       |                       | Aliança Renovadora Nacional ARENA                | 31 de janeiro de 1967   | 30 de janeiro de 1971                   | Prefeito eleito em sufrágio universal                                                                          |
| 49                                                    | Flávio Terceiro Teles                                                       |                       | Aliança Renovadora Nacional ARENA                | 31 de janeiro de 1971   | 30 de janeiro de 1973                   | Prefeito eleito em sufrágio universal                                                                          |
| 50                                                    | Joaquim Jacques Nunes                                                       |                       | Aliança Renovadora Nacional ARENA                | 31 de janeiro de 1973   | 31 de janeiro de 1977                   | Prefeito eleito em sufrágio universal                                                                          |
| 51                                                    | José Evangelista de Souza                                                   |                       | Aliança Renovadora Nacional ARENA                | 1° de fevereiro de 1977 | 31 de janeiro de 1983                   | Prefeito eleito em sufrágio universal                                                                          |
| 52                                                    | Rina Márcia de Albuquerque                                                  |                       | Partido Democrático Social PDS                   | 1° de fevereiro de 1983 | 22 de março de 1984                     | Prefeita eleita em sufrágio universal, posteriormente cassada                                                  |
| Sexta República, ou Nova República (1985–presente)    |                                                                             |                       |                                                  |                         |                                         | |
| 53                                                    | Tancredo Menezes                                                            |                       | Partido Democrático Social PDS                   | 23 de março de 1984     | 31 de dezembro de 1988                  | Vice-prefeito eleito no cargo de titular                                                                       |
| 54                                                    | Gilberto Moita                                                              |                       | Partido da Frente Liberal PFL                    | 1° de janeiro de 1989   | 31 de dezembro de 1992                  | Prefeito eleito em sufrágio universal                                                                          |
| 55                                                    | Aldy Nunes (Tianguá, 04.02.1954–)                                           |                       | Partido da Frente Liberal PFL                    | 1° de janeiro de 1993   | 31 de dezembro de 1996                  | Prefeito eleito em sufrágio universal                                                                          |
| 56                                                    | Gilberto Moita                                                              |                       | Partido Social Democrático PSD                   | 1° de janeiro de 1997   | 31 de dezembro de 2000                  | Prefeito eleito em sufrágio universal                                                                          |
| 57                                                    | Luiz Menezes de Lima, Dr. Luiz (Tianguá, 19.09.1945–11.07.2024)             |                       | Partido da Social Democracia Brasileira PSDB     | 1° de janeiro de 2001   | 31 de dezembro de 2004                  | Prefeito eleito em sufrágio universal                                                                          |
| 58                                                    | Luiz Menezes de Lima, Dr. Luiz (Tianguá, 19.09.1945–11.07.2024)             | 1° de janeiro de 2005 | Partido da Social Democracia Brasileira PSDB     | 31 de dezembro de 2008  | Prefeito reeleito em sufrágio universal | |
| 59                                                    | Natália Félix da Frota (Tianguá, 20.09.1985–)                               |                       | Partido do Movimento Democrático Brasileiro PMDB | 1° de janeiro de 2009   | 31 de dezembro de 2012                  | Prefeita eleita em sufrágio universal                                                                          |
| 60                                                    | Jean Nunes Azevedo (Frecheirinha, 23.02.1962–)                              |                       | Partido Socialista Brasileiro PSB                | 1° de janeiro de 2013   | 31 de dezembro de 2016                  | Prefeito eleito em sufrágio universal                                                                          |
| 61                                                    | Luiz Menezes de Lima Dr. Luiz (Tianguá, 19.09.1945–11.07.2024)              |                       | Partido Social Democrático PSD                   | 1° de janeiro de 2017   | 20 de março de 2018                     | Prefeito eleito em sufrágio universal, posteriormente afastado pela Justiça Eleitoral                          |
| —                                                     | Valdeci Vieira de Azevedo (Catolé do Rocha, 17.08.1966–Tianguá, 08.05.2022) |                       | Partido Democrático Trabalhista PDT              | 21 de março de 2018     | 9 de junho de 2018                      | Presidente da Câmara no cargo interinamente                                                                    |
| —                                                     | Dr. Eduardo Braga                                                           |                       | sem partido                                      | 9 de junho de 2018      | 11 de junho de 2018                     | Juiz de direito no cargo interinamente                                                                         |
| 62                                                    | Jaydson Saraiva                                                             |                       | Partido Trabalhista Brasileiro PTB               | 12 de junho de 2018     | 9 de setembro de 2019                   | Prefeito eleito em sufrágio suplementar em eleições de 03.06.2018                                              |
| —                                                     | Francisco Cleber Fontenele Silva (Viçosa do Ceará, 13.09.1987–)             |                       | Solidariedade SD                                 | 10 de setembro de 2019  | 11 de novembro de 2019                  | Presidente da Câmara no cargo interinamente                                                                    |
| 63                                                    | Luiz Menezes de Lima Dr. Luiz (Tianguá, 19.09.1945–11.07.2024)              |                       | Partido Social Democrático PSD                   | 11 de novembro de 2019  | 31 de dezembro de 2020                  | Prefeito eleito em sufrágio suplementar em eleições de 27.10.2019                                              |
| 63                                                    | Luiz Menezes de Lima Dr. Luiz (Tianguá, 19.09.1945–11.07.2024)              | 1° de janeiro de 2021 | Partido Social Democrático PSD                   | 31 de outubro de 2023   | Prefeito reeleito em sufrágio universal | |
| 64                                                    | Alex Anderson Nunes da Costa (Tiangua, 18.02.1980–)                         |                       | Partido Socialista Brasileiro PSB                | 1° de novembro de 2023  | 31 de dezembro de 2024                  | Vice-Prefeito assume por afastamento do titular                                                                |
| 65                                                    | Alex Anderson Nunes da Costa (Tiangua, 18.02.1980–)                         |                       | Partido Socialista Brasileiro PSB                | 1º de janeiro de 2025   | 31 de dezembro de 2028                  | Prefeito eleito em sufrágio universal                                                                          |